# Łęczno (województwo zachodniopomorskie)
Łęczno (niem.: Lenzen) – wieś sołecka w Polsce położona w województwie zachodniopomorskim, w powiecie białogardzkim, w gminie Białogard.
W roku 2007 wieś liczyła 279 mieszkańców.
W latach 1946-1954 siedziba gminy Łęczno. W latach 1954–1961 wieś należała i była siedzibą władz gromady Łęczno, po jej zniesieniu w gromadzie Białogard. W latach 1975–1998 wieś należała do województwa koszalińskiego.
Osady wchodzące w skład sołectwa:
- Łęczenko,
- Łęczynko,
- Żabiniec.

## Geografia
Wieś leży ok. 6 km na południowy zachód od Białogardu, przy trasie byłej linii wąskotorowej Białogard – Lepino. Wokół wsi rozciągają się pola, łąki i torfowiska niskie. Wieś w układzie widlicy, w terenie pagórkowatym. We wsi dominuje zwarta zabudowa zagród chłopskich z własnymi, małymi dziedzińcami, zabudowanymi budynkami gospodarczymi. W większości budynki są murowane lub w konstrukcji szkieletowej.

## Historia
Łęczno jest starą wsią szczycącą się metryką średniowieczną. Według spisu z 1628 r. zawsze było posiadłością ziemską i należało do zamku w Białogardzie. W 1728 r. wymienione jest jako własność Książęcego Zarządu Dóbr w Białogardzie (Amt Belgard), później Królewskiego Zarządu Dóbr w Białogardzie. Po rozwiązaniu domeny jako właściciel wymieniany jest człowiek o imieniu Gerke, po nim rodzina von Knobelsdorf. Już w roku 1864 utworzono we wsi szkołę. W 1865 roku nowym właścicielem Łęczna był Robert Balthasar, kiedy zbankrutował w 1904 roku, wieś przekształciła się w wieś chłopską. Założenie folwarczne zlokalizowane było w północnej części wsi, przylegając do głównego drogi prowadzącej przez tę miejscowość. Wraz z późnogotyckim kościołem i stodołą stanowiło ono układ przestrzenny. W zespole tym w części rezydencjonalnej był dworek, nic nie wiadomo o istnieniu parku. Drugim zasadniczym elementem składowym majątku było podwórze gospodarcze wraz z budynkami gospodarczymi, a ostatnim kolonia mieszkalna, budynki gospodarcze jak mieszkalne były w kompozycji rozproszonej. Północną ścianę podwórza gospodarczego zamykał dworek. Była to niezbyt okazała budowla wykonana z cegły na fundamentach kamiennych i kryta dachówką. Na południe od niego zlokalizowane były dwie stodoły. Zespół folwarczny był zlokalizowany na ok. 2,30 ha. Przed II wojną światową we wsi były dwie cegielnie, piekarnia, kuźnia, gospoda. Do pierwszych miesięcy powojennych przetrwał tylko dworek, który został spalony przez Polaków. Miejscowość była siedzibą Gromadzkiej Rady Narodowej.

## Zabytki
Do wojewódzkiego rejestru zabytków wpisany jest:
- kościół ewangelicki, obecnie rzymskokatolicki filialny pod wezwaniem MB Królowej Polski[3][4] z XV/XVI i XIX wieku, nr rej. 117 z 30 października 1956 r. Kościół filialny, rzymskokatolicki należący do parafii pw. św. Jadwigi w Białogardzie, dekanatu Białogard, diecezji koszalińsko-kołobrzeskiej, metropolii szczecińsko-kamieńskiej. Kościół został wybudowany w stylu gotyckim. Z tego czasu zachowała się wieża oraz ściany nawy, które były w późniejszych czasach nadbudowane o czym świadczy pochyła odsadzka widoczna wewnątrz kościoła. w 1867 roku miała miejsce następna rozbudowa, w wyniku której: otynkowano kościół, zmieniono zakończenie od wschodu, a do północy dobudowano zakrystię nadając jej neogotycki wystrój. Z pierwotnego wyposażenia zachował się prawie cały wystrój tworząc zespół ołtarzowy. Należy do niego: barokowy, na wzór flamandzki ołtarz główny z ok. 1669 r., barokowa ambona z 2. poł. XVII wieku, dzwony z XVII oraz XVIII wieku, renesansowa chrzcielnica, neoromańskie organy, neogotyckie witraże z XIX wieku. Usytuowany jest w centrum wsi na wzniesieniu, otoczony owalnym zbliżonym do trójkąta placem o prostej podłodze urbanistycznej, w całości wypełnionej trawiastą polaną z drzewami rosnącymi wzdłuż południowo-wschodniej i zachodniej granicy działki Są to pojedyncze drzewa jesiony, lipy, kasztanowce, klony. Po stronie południowej kościoła ustawiony jest współczesny, drewniany krzyż misyjny. Po przeciwnej południowej dróżki stoi dzwonnica. Teren przykościelny wyznaczony jest kamiennym, wysokim murem, górą przebiega drewniany, prosty płot przerywany ceglanymi słupkami. od strony południowej usytuowane jest głównie wejście na plac kościelny. Kubatura kościoła ok. 5413 m³, pow. użytkowa ok. 333 m².

inne zabytki
- dwa nieczynne cmentarze założone w XIX wieku:
  - ewangelicki o pow. 0,34 ha, położony w południowej części wsi, przy drodze do Gruszewa, w runie rosną bluszcz, konwalia majowa, barwinek
  - przykościelny o pow. 0,20 ha, z układem przestrzennym i lipą drobnolistną.
- budynek bramny mieszkalno-gospodarczy z połowy XIX wieku o konstrukcji ryglowej – zagroda nr 45
- dawna pastorówka z XIX / XX wieku o konstrukcji szachulcowej – zagroda ne 4[5].

## Przyroda
We wsi i okolicach liczne gniazda bocianie, stawy po eksploatacji gliny. Występują tutaj również znaczne zasoby wód podziemnych o I i II klasie jakości.
Wzdłuż śródpolnej drogi do Gruszewa rosną dęby szypułkowe o obw. 180 – 258 cm tworząc aleję o długości 1000 m. Druga aleja na którą składają się jesion wyniosły oraz klon zwyczajny o obw. 174 – 248 cm i długości 1500 m rośnie na wschód od wsi w kierunku przejazdu kolejowo-drogowego.

## Turystyka
Przez miejscowość prowadzą cztery lokalne szlaki turystyczne:
- Szlakiem torami byłej kolejki wąskotorowej – rowerowo-pieszy, nieoznaczony
- Szlakiem parków, dworów i pałaców – motorowy, nieoznaczony
- Szlak zachodni wokół Białogardu – rowerowo-pieszy
- Szlak wschodni wokół Białogardu – rowerowo-pieszy.

W okolicy znajduje się Pagórek kemowy Trudna Góra, wiadukt kolejki wąskotorowej.

## Transport
We wsi jest przystanek komunikacji autobusowej.

## Kultura i sport
W miejscowości znajduje się świetlica wiejska oraz boisko sportowe.
Ludowy Zespół Sportowy we wsi to „Świt” Łęczno, należący do Gminnego Zrzeszenia LZS.

## Osoby urodzone w Łęcznie
- Clara Müller-Jahnke (ur. 1860  – zm. 1905) – niemiecka poetka